# Berneška havajská

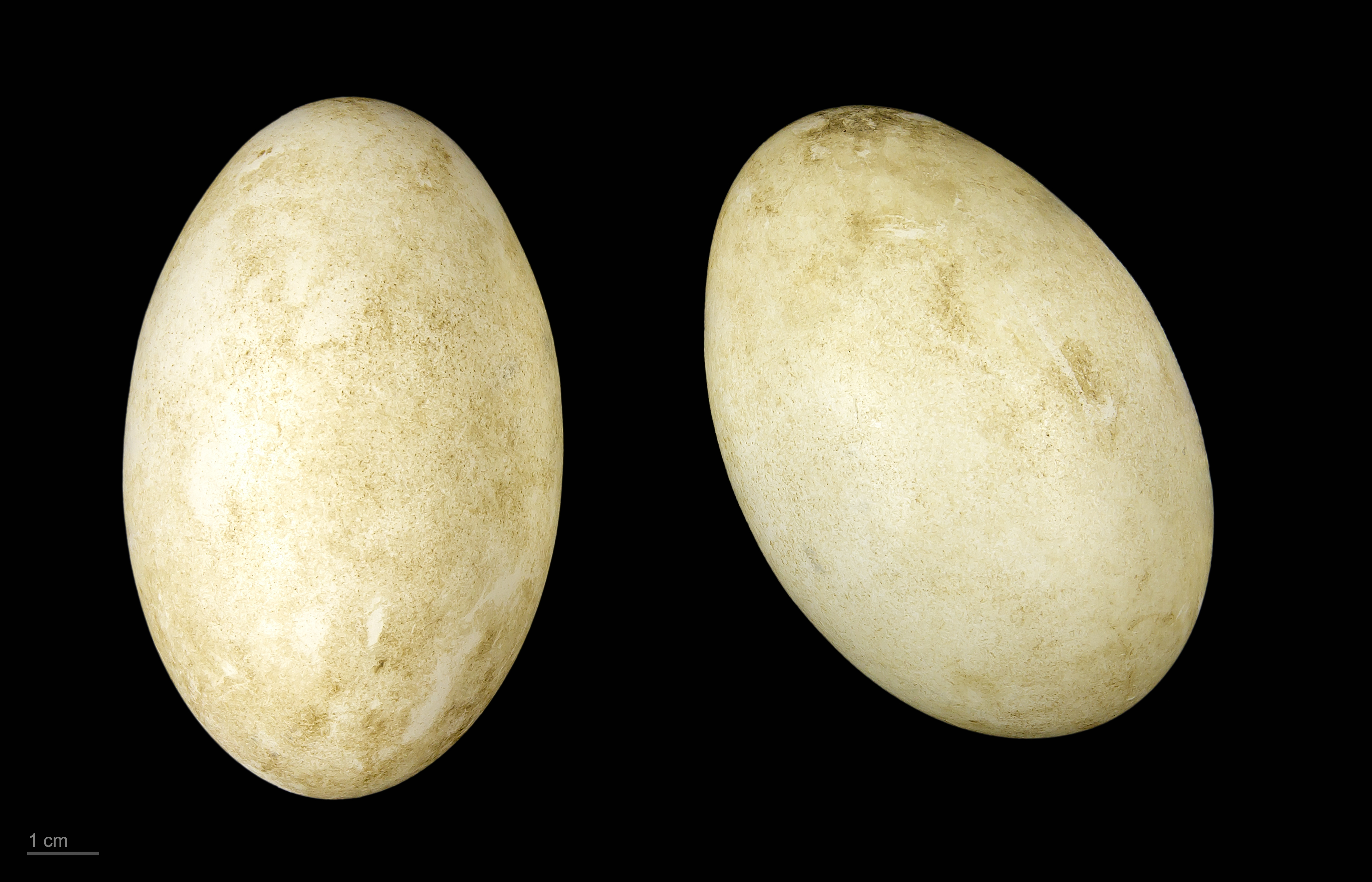
Vejce bernešky havajské (Branta sandvicensis).

Berneška havajská (Branta sandvicensis) je kachnovitý pták, vzácný endemit obývající Havajské ostrovy. Domorodci ho nazývají nene podle jeho typického volání, vědecký název sandvicensis pochází z někdejšího názvu pro Havaj Sandwichovy ostrovy. Berneška havajská je od roku 1957 oficiálním státním ptákem Havaje.
Nene je dlouhá 50 až 70 cm a váží 1,5 až 3 kilogramy, přičemž samci jsou zřetelně větší. Peří má výraznou šedou, hnědou a bílou kresbu, hlava, zobák a nohy jsou černé. Pták žije převážně na souši, proto má zakrnělé plovací blány. Obývá stepi a lávová pole, živí se rostlinnou stravou. Je těžkopádný letec.
Předpokládá se, že berneška havajská se vyvinula asi před půl milionem let z populace bernešky velké, která na Havaj zalétla ze Severní Ameriky. Původně se vyskytovala hojně, ale predátoři zavlečení na ostrovy bílými osadníky (promyky, kočky) dramaticky snížili stavy tohoto druhu, takže v roce 1952 žilo na celém souostroví pouze třicet jedinců. Početnou kolonii však chovala zoologická zahrada v anglickém Slimbridge, odkud byly bernešky postupně reintrodukovány do své domoviny. Počátkem jedenadvacátého století se populace odhadovala na 800 kusů ve volné přírodě a zhruba tisíc v zajetí.